# Гросхарт
Гросхарт (нем. Großhart) — коммуна (нем. Gemeinde) в Австрии, в федеральной земле Штирия. 
Входит в состав округа Хартберг.  Население составляет 637 человек (на 31 декабря 2005 года). Занимает площадь 10,64 км². Официальный код  —  60 709.

## Политическая ситуация
Бургомистр коммуны — Йозеф Радль (АНП) по результатам выборов 2005 года.
Совет представителей коммуны (нем. Gemeinderat) состоит из 9 мест.
- АНП занимает 8 мест.
- СДПА занимает 1 место.